# ブギウギ No.5
「ブギウギNo.5」（ブギウギナンバーファイブ）は、PUFFYの12枚目のシングル。2000年9月27日発売。発売元はエピックレコードジャパン。

## 解説
- ソーテック「e-note」CMソング
- 奥田民生のプロデュース。レコーディングには同事務所の東京スカパラダイスオーケストラのホーンセクションも参加し、PVにも出演している。
- この曲のPVが米国で流れ、それを見たカートゥーン・ネットワークのプロデューサーがアニメ主題歌をオファーしてきたことが、米国進出を成功させたと言っても過言ではない（事務所HPスタッフ談[1]）。
- 2001年のツアーでは、ライブ用に流石組によるダンスチームを結成、ヘッドセットを着けてハードなダンスを踊った。
- カップリングの「ルーシーはムーンフェイス」はSPARKS GO GOのカバーであり、吉村由美の元夫である西川貴教がパーソナリティを務める『西川貴教のオールナイトニッポン』のエンディングテーマで使用されていた。

## 収録曲
1. ブギウギNo.5
作詞・作曲・編曲：奥田民生
2. ルーシーはムーンフェイス
作詞・作曲：八熊慎一、編曲：SPARKS GO GO
3. ブギウギNo.5（オリジナル・カラオケ）
4. ルーシーはムーンフェイス（オリジナル・カラオケ）

## 演奏
- PUFFY：ボーカル
- 奥田民生：ギター、サックス、ハーモニー
- 古田たかし：ドラムス、ハーモニー
- 長田進：ギター
- 木下裕晴：ベース
- 斎藤有太：キーボード
- NARGO：トランペット
- 北原雅彦：トロンボーン
- GAMO：テナーサックス
- 河合マイケル、朝倉真司：パーカッション

## 収録アルバム
- SPIKE (#1)
- Hit&Fun (#1)
- 15 (#1)